# Josina van Aerssen

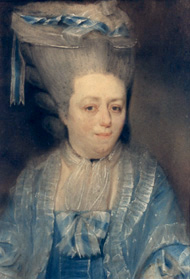
Josina van Aerssen

Josina (Giustina) Anna Petronella van Aerssen, auch bekannt als Josina van Boetzelaer (* 3. Januar 1733 in Den Haag; † 3. September 1797 in IJsselstein), war eine niederländische Komponistin.

## Leben
Josina van Aerssen wurde am 3. Januar 1733 in Den Haag geboren. Sie war die Tochter von Cornelis van Aerssen (1698–1766) und Anna Albertina van Schagen Beijeren (1699–1762) und gehörte seit ihrer Jugend den Kreisen des Hauses Oranien an. Sie war zunächst Hofdame von Prinzessin Anna von Hannover (1709–1759), der Frau des Statthalters Wilhelm IV., danach Hofdame von deren Tochter Prinzessin Karoline von Oranien-Nassau-Diez (1743–1787). An deren Hochzeit mit Karl Christian von Nassau-Weilburg nahm sie 1760 teil. Das königliche Archiv verfügt über drei Quittungen für ihre Dienste als Hofdame, jeweils über dreihundert Gulden für einen Zeitraum von sechs Monaten.
Sie erlebte als Hofdame zahlreiche Hofkonzerte und Opernaufführungen in Den Haag. Das Musizieren war für Prinzessin Anna, ehemalige Schülerin Georg Friedrich Händels, und auch für ihre Tochter Caroline tägliche Beschäftigung, da beide talentierte Musikerinnen waren. Möglich ist in dem Zusammenhang, dass Josina van Aerssen ebenfalls am Musizieren teilnahm. Das Répertoire International des Sources Musicales (RISM) verzeichnet ausführlich ihr op 2 und op. 4, deren Drucke in Italien, Schweden, der Schweiz, Russland und USA aufbewahrt werden.  
Sie lernte 1765 Leopold Mozart kennen, als er mit seinen beiden Kindern Wolfgang und Nannerl Holland besuchte. Dieser führte sie in seiner Liste von Menschen, die er in Den Haag getroffen hatte als „Mdlle. Vossol“,  ihr familiärer Beiname. Der Name leitete sich von dem Herrenhaus Vossol, eigentlich Voshol ab. Auf der Liste von Mozart war auch der Musiklehrer von Josina van Aerssen, der Geiger Francesco Pasquale Ricci (1732–1817), der zwischen 1764 und 1780 in der Haager Hofkapelle konzertierte. Um 1777 widmete Ricci Josina van Boetzelaer sechs Ariettas. In der Widmung der Werke bezieht er sich sowohl auf ihren Gesang als auch auf ihre Kompositionen. In einigen Quellen wird sie auch als talentierte Porträtistin beschrieben. Prinzessin Caroline berichtete 1765, dass Josina van Aerssen während ihres Besuchs in Den Haag ein schönes Porträt des Herzogs von York angefertigt hatte. Zwei ihrer Bilder wurden 1910 auf einer Miniaturenausstellung in Rotterdam ausgestellt. Es sind jedoch keine Malewerke von ihr erhalten.
Im Jahr 1768 heiratete Josina van Aerssen in der wallonischen Kirche in Den Haag den Berufssoldaten und zu dem Zeitpunkt Oberstleutnant im zweiten Bataillon des niederländischen Garderegiments Carel Baron van Boetzelaer (1727–1803). Van Boetzelaer war aktiver Freimaurer. Von 1759 bis 1797 war er nationaler Großmeister. Sie lebten in Den Haag und vier Jahre nach ihrer Heirat wurde ihr erstes Kind geboren, ein Junge, der bald starb. Es folgten zwei Töchter, Wilhelmina (1773–1822) und Louise Albertine (1775–1845).
Josina van Boetzelaer starb am 3. September 1797 in IJsselstein.

### Einzelheiten ihrer Kompositionen
Josina van Boetzelaer veröffentlichte um 1780 vier Sammlungen ihrer komponierten Musik: „Sei ariette“ (Opus 1?) und Opus 2 und 4, Sammlungen orchestrierter Vokalwerke (von Opus 3, 6 „Canzonette a piu voce“, ist heute kein Werk mehr bekannt). Ihr erstes Werk erschien unter dem Namen „Baroness N.N.“, Opus 2 und 4 veröffentlichte sie unter ihrem eigenen Namen. Sie ließ sich von italienischen Texten inspirieren. Die Texte in „Sei ariette“ stammten von Marquise Visconti, geborene Bagliotti. Opus 2 und 4 enthalten Arientexte von Pietro Metastasio (1698–1782), dem berühmten Librettisten des 18. Jahrhunderts. Ende 1779 schrieb ihr Metastasio einen Dankesbrief für die Arien, die sie ihm geschickt hatte. Van Boetzelaer schöpfte bevorzugt aus seinem Libretto Le cinesi. Dass sie seine Texte vertonte, war in den Niederlanden ungewöhnlich, anders als im übrigen Europa.
Opus 2 und 4 enthalten orchesterbegleitete Arien der Opera seria in einem lebhaften Mozart-Idiom. Beide Sammlungen zeigen eine Vorliebe für Dur-Tonarten. Das Orchester dient häufig der Unterstützung der Singstimme, es gibt aber auch markante Beispiele instrumentaler Textdarstellung: Beispielsweise wird in Opus 4.3 das Wort giri („du spinnst“) durch Geigen dargestellt, die sich spielerisch um die Singstimme drehen.
Opus 2 hat vier Arien. Die Begleitung der ersten beiden Arien besteht aus Streichinstrumenten und Continuo. In der dritten Arie wird die Farbpalette durch zwei Oboen und zwei Hörner bereichert. Das Werk endet mit einem festlichen Duett für einen Hirten und eine Nymphe. Mit Opus 4 ging Van Boetzelaer neue Wege. In der ersten Arie wird die übliche ABA-Form erweitert: Innerhalb des A-Teils gibt es zwei kontrastierende Teile mit jeweils eigenem Tempo und eigener Taktart. Das dritte Lied, eine Cavatina, dient als Einleitung zum vierten. Das fünfte und letzte Lied, ebenso wie in Opus 2 ein festlicher Höhepunkt, ist hier ein kurzes, heiteres Werk für abwechselnd zwei und vier Stimmen.
In beiden Sammlungen ist das Thema der Arientexte häufig die Liebe. Bis auf einige Passagen für einen Tenor in der letzten Nummer von Opus 4 sind alle Werke für Sopran komponiert, auch wenn Metastasios Libretto eine männliche Rolle beinhaltet. Da die Texte oft mit zwei Strophen mit jeweils vier kurzen Zeilen recht kurz sind, sind Textwiederholungen ein fester Bestandteil. Jedes Lied wird zu einer zusammenhängenden Einheit, da Textwiederholungen oft von Variationen derselben melodischen Motive begleitet werden.
Die Kompositionen von Van Boetzelaer wurden für den privaten Bereich geschaffen. Es konnten keine Erwähnungen über zeitgenössische Aufführungen ihrer Kompositionen gefunden werden. Manuskripte der Komponistin sind unbekannt, die überlieferten Kompositionen sind alles Drucke. Die Komponistin ist bereits 1790 in der ersten Ausgabe von Gerbers Lexikon enthalten. An der niederländischen Musik des 18. Jahrhunderts ist in mehrfacher Hinsicht auffällig, dass es zu der Zeit kaum niederländische Komponisten gab, denn die Musik wurde von in den Niederlanden lebenden Ausländern dominiert. Neben Van Boetzelaer gab es eine weitere Komponistin: Belle van Zuylen, die jedoch erst nach ihrer Abreise aus den Niederlanden mit dem Komponieren begann. Es ist zudem bemerkenswert, dass eine Amateurin wie Van Boetzelaer sich vollständig auf Orchester- bzw. Opernarien konzentrierte; Opern waren in Europa ein äußerst beliebtes Genre, entstanden jedoch kaum in den Niederlanden selbst.
Vor einiger Zeit wurden in Green Bay, Wisconsin zwei Pastellporträts von Josina und Carl van Boetzelaer entdeckt. Diese waren Eigentum ihrer Enkelin Caroline Louisa Albertina van der Meulen, die 1850 mit ihrem Mann nach Amerika auswanderte. Als sie 1891 starb, hinterließ sie unter anderem diese beiden Porträts der Wisconsin State Historical Society.